# Zell (Germania)
Zell è un comune tedesco di 1 843 abitanti, situato nel land della Baviera.